# Bojan Pajtić
Bojan Pajtić, cyr. Бојан Пајтић (ur. 2 maja 1970 w Sencie) – serbski polityk i prawnik, od 2004 przewodniczący Komitetu Wykonawczego Wojwodiny, a następnie od 2009 do 2016 premier Prowincji Autonomicznej Wojwodina, od 2014 do 2016 przewodniczący Partii Demokratycznej.

## Życiorys
Absolwent studiów prawniczych na Uniwersytecie w Nowym Sadzie, na którym w 2008 uzyskał doktorat. Pracował w lokalnym sądzie rejonowym. W 1996 przystąpił do Partii Demokratycznej, obejmował różne stanowiska w jej strukturach, dochodząc do funkcji wiceprzewodniczącego partii. W 2000 został radnym miejskim w Nowym Sadzie. Rok później objął mandat posła do Zgromadzenia Narodowego, w którym m.in. kierował frakcją poselską DOS. W kolejnej kadencji w 2004 objął kierownictwo klubu deputowanych Partii Demokratycznej. W tym samym roku stanął na czele egzekutywy władz regionalnych Wojwodinie, utrzymując to stanowisko w 2008. W 2009 stanowisko to zostało przekształcone w urząd premiera Wojwodiny. Funkcję tę pełnił do 2016. W tym samym roku ponownie został posłem do Skupsztiny (zasiadał w niej do 2017).
W 2014 został przewodniczącym Partii Demokratycznej w miejsce Dragana Đilasa. Pełnił tę funkcję do 2016.